# Bloodsoaked
Bloodsoaked ist eine Brutal-Death-Metal-Band aus Raleigh, North Carolina, USA, die im Jahre 2006 gegründet wurde und deren einziges Mitglied Peter Hasselbrack ist.

## Geschichte
Die Band wurde im Jahre 2006 von Peter Hasselbrack gegründet. Dieser nahm im selben Jahre die CD Brutally Butchered auf, die auf 100 Kopien limitiert war. Dadurch erregte er die Aufmerksamkeit des Labels Comatose Music, das die Band unter Vertrag nahm. Das Album wurde Anfang 2007 bei dem Label veröffentlicht. Durch diese Veröffentlichung erreichte die Band eine höhere Bekanntheit und spielte Konzerte zusammen mit Bands wie Suffocation, Vital Remains, Incantation, Dying Fetus und Skinless. Auch hielt die Band zwei Touren durch die USA.
Im Jahre 2008 begann die Band mit dem Schreiben neuer Songs für das Album Sadistic Deeds...Grotesque Memories, das ebenfalls bei Comatose Music im April 2009 veröffentlicht wurde. Shane McFee übernahm bei diesem Album die Produktion und die Programmierung des Drumcomputers. Im Mai folgten einige Auftritte in den USA. Im Juni begannen mit Auftritten in Mexiko die ersten Konzerte außerhalb der USA. Im selben Jahr wurden für die Lieder Rotting in Filth, Suicide und Unborn Horror professionelle Musikvideos erstellt. Regisseur dabei war Blake Faucette. Es folgte zudem ein weiterer Auftritt außerhalb der USA in Bogotá, Kolumbien auf dem achten Bogota Death Grind Fest.
Am 19. Januar 2010 erregte Bloodsoaked zunehmen Aufmerksamkeit, als Rotting in Filth auf dem Headbangers Ball von MTV gespielt wurde.
Das neue Album The Death of Hope wurde im Jahr 2011 über Comatose Music veröffentlicht.

## Stil
Besonders charakteristisch für die Band ist das extreme tiefe Growling sowie das schnelle Spiel des Drumcomputers. Textlich handeln die Lieder von Gore und der Ablehnung von Religion. Verglichen wird die Band mit anderen Bands wie Cannibal Corpse, Obituary und den frühen Werken von Deicide.

## Diskografie
- 2007: Brutally Butchered (Album, Comatose Music)
- 2008: Demand for Revenge (EP, Eigenveröffentlichung)
- 2009: Sadistic Deeds...Grotesque Memories (Album, Comatose Music)
- 2011: The Death of Hope (Album, Comatose Music)
- 2014: Religious Apocalypse (EP, Comatose Music)